# Tilletia opaca
Tilletia opaca är en svampart som beskrevs av Syd. & P. Syd. 1913. Tilletia opaca ingår i släktet Tilletia och familjen Tilletiaceae.   Inga underarter finns listade i Catalogue of Life.